# Julio Gallardo
Julio César Gallardo Saavedra (n. Villarrica, Chile, 16 de mayo de 1942-m. Santiago, Chile, 21 de junio de 1991) fue un futbolista chileno, que se desempeñaba como delantero. Jugando en Universidad Católica se coronó campeón de Primera División 1966.

## Trayectoria
Tal como sucedió con Juan Barrales, Gallardo se hizo conocido en las canchas de Peñaflor, con la selección de esa localidad jugó un Campeonato Nacional Juvenil y dos torneos nacionales amateurs adultos, en los cuales fue goleador en 1961 (en empate con Rubén Marcos) y en 1963.
Sus actuaciones destacadas con Universidad Católica, club al que aportó 15 goles en la conquista del Campeonato Nacional 1966, lo llevaron a la Selección de fútbol de Chile.

## Selección nacional
Con la selección de fútbol de Chile Gallardo disputó 10 partidos anotando cuatro goles, incluyendo tres goles en el Campeonato Sudamericano 1967, dos a Paraguay y uno a Uruguay.

#### Participaciones en Copa América
| Torneo            | Sede    | Resultado     |
| ----------------- | ------- | ------------- |
| Sudamericano 1967 | Uruguay | Tercer puesto |

## Clubes
| Club                    | País  | Año       |
| ----------------------- | ----- | --------- |
| Thomas Bata de Peñaflor | Chile | 1960-1963 |
| Universidad Católica    | Chile | 1964–1968 |
| Palestino               | Chile | 1969-1970 |

## Palmarés

### Torneos nacionales de reservas
| Título             | Equipo               | País  | Año  |
| ------------------ | -------------------- | ----- | ---- |
| Torneo de Reservas | Universidad Católica | Chile | 1964 |
| Torneo de Reservas | Universidad Católica | Chile | 1965 |

### Torneos nacionales oficiales
| Título           | Club                 | País  | Año  |
| ---------------- | -------------------- | ----- | ---- |
| Primera División | Universidad Católica | Chile | 1966 |